# Saint-Édouard-de-Fabre
Saint-Édouard-de-Fabre es un municipio parroquial canadiense situado en la provincia de Quebec.

## Superficie
Saint-Édouard-de-Fabre tiene una superficie de 190,29 km².

## Demografía
En 2021, tenía 671 habitantes, una densidad poblacional de 3,5 hab./km², y 320 viviendas.